# Championnat britannique des voitures de tourisme 1972

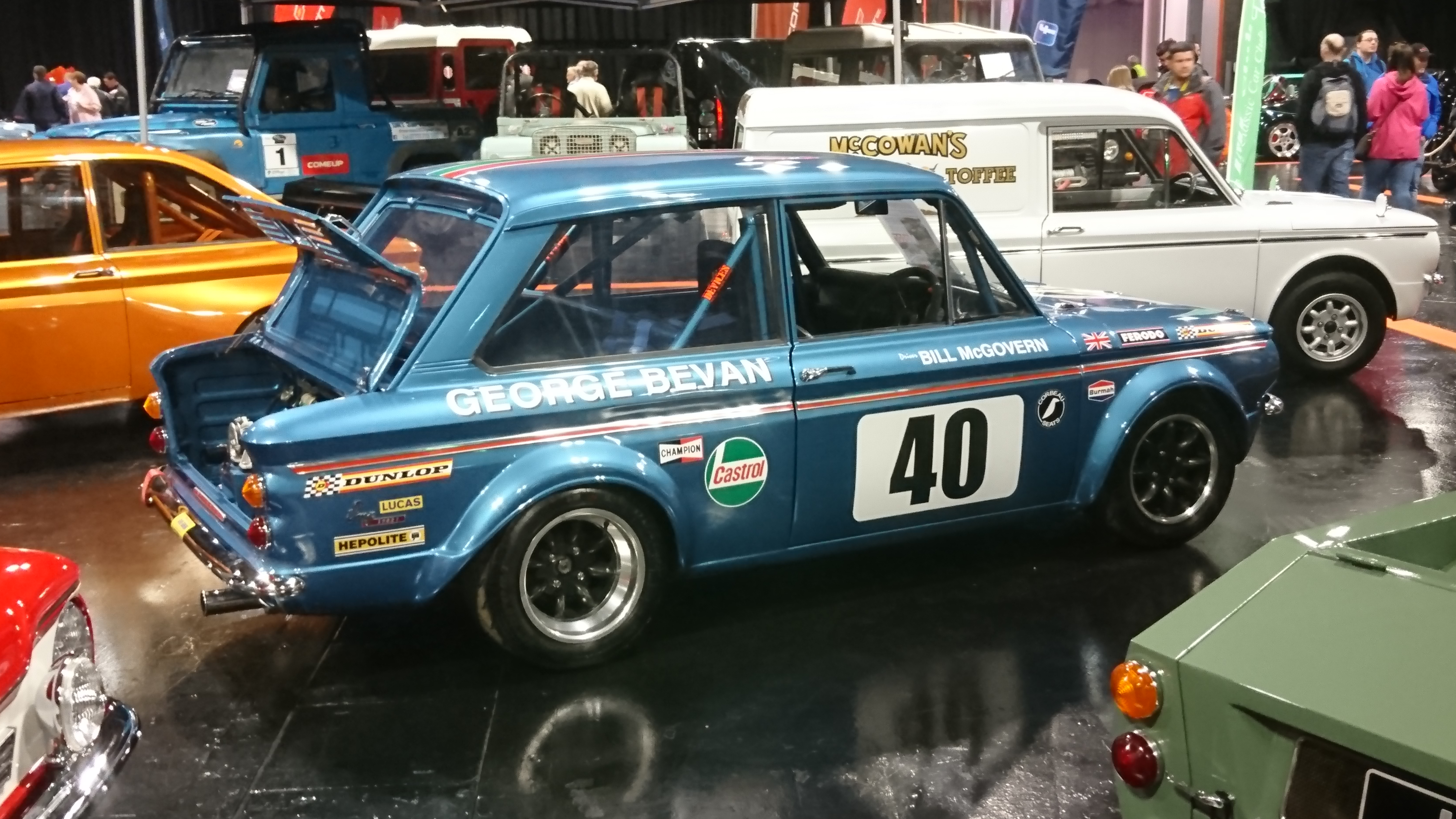
Voiture de l’écossais Bill McGovern, champion 1972 du Championnat britannique des voitures de tourisme, exposée au Ignition Festival of Motoring en 2017.

Le Championnat britannique des voitures de tourisme 1972 était la 15e saison du championnat britannique des voitures de tourisme, remporté par l'écossais Bill McGovern pour la troisième fois consécutive. Le championnat a débuté à Brands Hatch le 19 mars 1972 et s'est terminé sur le même circuit le 22 octobre 1972.

## Calendrier
| Manche | Circuit        | Date         | Pilote vainqueur  | Ecurie vainqueur                           | Voiture vainqueur        |
| ------ | -------------- | ------------ | ----------------- | ------------------------------------------ | ------------------------ |
| 1      | Brands Hatch   | 21 mars      | Frank Gardner     | SCA Freight Ltd.                           | Chevrolet Camaro Z28 Mk2 |
| 2      | Oulton Park    | 30 mars      | Brian Muir        | Malcolm Gartlan Racing/Wiggings Teape Ltd. | Ford Capri RS 2600       |
| 3      | Thruxton       | 3 avril      | Frank Gardner     | SCA Freight Ltd.                           | Chevrolet Camaro Z28 Mk2 |
| 4      | Silverstone    | 23 avril     | Frank Gardner     | SCA Freight Ltd.                           | Chevrolet Camaro Z28 Mk2 |
| 5 A-B  | Crystal Palace | 28 mai       | Jonathan Buncombe | Richard Longman & Co.                      | BMC Mini Cooper S        |
| 5 C-D  | Crystal Palace | 28 mai       | Brian Muir        | Malcolm Gartlan Racing/Wiggings Teape Ltd. | Ford Capri RS 2600       |
| 6      | Brands Hatch   | 15 juillet   | Frank Gardner     | SCA Freight Ltd.                           | Chevrolet Camaro Z28 Mk2 |
| 7      | Oulton Park    | 16 septembre | Frank Gardner     | SCA Freight Ltd.                           | Chevrolet Camaro Z28 Mk2 |
| 8      | Silverstone    | 24 septembre | Dieter Glemser    | Ford Köln                                  | Ford Capri RS 2600       |
| 9 A-B  | Mallory Park   | 1er octobre  | Jonathan Buncombe | Richard Longman & Co.                      | BMC Mini Cooper S        |
| 9 C-D  | Mallory Park   | 1er octobre  | Brian Muir        | Malcolm Gartlan Racing/Wiggings Teape Ltd. | Ford Capri RS 2600       |
| 10     | Brands Hatch   | 22 octobre   | Frank Gardner     | SCA Freight Ltd.                           | Chevrolet Camaro Z28 Mk2 |

## Classement final

### Pilotes
| Championnat pilotes | Championnat pilotes | Championnat pilotes      | Championnat pilotes                        | Championnat pilotes |
| Pos.                | Pilote              | Voiture                  | Ecurie                                     | Points              |
| ------------------- | ------------------- | ------------------------ | ------------------------------------------ | ------------------- |
| 1                   | Bill McGovern       | Hillman Imp              | George Bevan                               | 63                  |
| 2                   | Dave Matthews       | Ford Escort RS 1600      | Melton Racing with Broadspeed              | 63                  |
| 3                   | Frank Gardner       | Chevrolet Camaro Z28 Mk2 | SCA Freight Ltd.                           | 63                  |
| 4                   | Jonathan Buncombe   | BMC Mini Cooper S        | Richard Longman & Co.                      | 57                  |
| 5                   | Brian Muir          | Ford Capri RS 2600       | Malcolm Gartlan Racing/Wiggings Teape Ltd. | 34                  |